# Playa de Llumeres

La playa de Llumeres, está situada en el límite entre las parroquias de Viodo y Bañugues,  en el concejo de Gozón, Principado de Asturias, España. Se enmarcan en las playas de la Costa Central asturiana y están consideradas paisaje protegido, desde el punto de vista medioambiental.

## Descripción
La playa de Llumeres presenta forma lineal y color rojizo, vestigio de unas antiguas minas de hierro, de los siglos XIX y XX, que se ubicaban en ella, y que fueron en su momento las más importantes de la minería del hierro asturiana. Situado junto al aparcamiento puede contemplarse un pequeño puerto que servía de zona de carga de mineral.
Es frecuentada por pescadores, tanto de caña como de pesca submarina.
Carece de servicios excepto por la existencia de duchas.